# FMレコパル
FMレコパルは、小学館発行のFM放送番組情報を主体とした、FM情報誌、および音楽情報誌。1974年創刊、1995年廃刊。アルゼンチン人イラストレーターのGuillermo Mordillo（誌上では「マルディロ」と表記）のイラストを表紙に用い、一世を風靡した。
創刊時の編集長が『ビッグコミック』の創刊者でもある小西湧之助だったためか、本誌及び姉妹誌の『サウンドレコパル』でも、『ビッグコミック』と同じナマズのシンボルマークがマスコットとして使用されていた。

## 歴史
- 1974年7月 - 東版、西版創刊。創刊編集長は『ビッグコミック』創刊者の小西湧之助。
- 1982年11月 - 東版を関東版、北海道・東北版に分割、西版を関西版、中部版、中国・四国・九州版に分割された。
- 1991年3月 - 「レコパル」に改題し、主に音楽CD情報を中心とした総合音楽情報誌に刷新。
- 1995年3月 - 音楽CDの普及や音楽やオーディオを楽しむライフスタイルの変化などに伴うFMエアチェックの需要低下、および発行部数減少を理由に廃刊。
- 2014年 - 創刊40周年を記念し、DIME12月号増刊として1号限りの復刊。

## 掲載された放送局
※ここでは1981年当時のものを取り上げる。
東版
- NHK-FM、FM東京

西版
- NHK-FM、FM大阪、FM愛知、FM福岡

## 主な連載
- レコパル・ライブ・コミック - 歴史上著名な音楽家、アーティストの半生を漫画で描く。手塚治虫、松本零士、石ノ森章太郎、ジョージ秋山、さいとう・たかを、池上遼一、望月三起也など豪華執筆陣が描いた。(注：以下のリストは完全網羅ではない）
  - さいとうたかを「オールマン・ブラザーズ」
  - 手塚治虫「雨のコンダクター－レナード・バーンスタイン」
  - 望月三起也「パブロ・カザルス」
  - 長谷川法世｢レッド・ツェッペリン」
  - 村野守美｢ライトニング・ホプキンス｣
  - 貝塚ひろし｢パン・クライバーン｣
  - 黒鉄ヒロシ「バッハ」
  - 石森章太郎｢ウエス・モンゴメリー｣
  - 聖日出夫「さようならキース・ムーン（ザ・フー）」
  - 花村えい子「アマリア・ロドリゲス」
  - 高井研一郎「クラシック悪妻物語」
  - 政岡としや「ボブ・マーリー」
  - 石森章太郎「リー・オスカー」
  - ジョージ秋山「エアロスミス」
  - 松本零士「ダビッド・オイストラブ」
  - 花村えいこ「恋はみずいろ」
  - 石森章太郎「惑星 シンセサイザーの巨人 冨田勲」
  - 花村えいこ「ジャニス・イアン」
  - 貝塚ひろし「アタウアルパ・ユパンキ 大地への賛歌」
  - 長谷川法世「ロッド・スチュアート」
  - 古谷三敏「ジャズメン奇行アラカルト」
  - 石森章太郎「デイジー・ガレスビー」
  - 水野英子「ピンク・フロイド」
  - 黒鉄ヒロシ「バッハ」
  - 花村えい子「アマリア・ロドリゲス」
  - 松本零士「モーリス・アンドレ」
  - 長谷川法世「レッド・ツェペリン」
  - 花村えい子「ピアニストの女王 マルタ・アルゲリッチ」
  - 政岡としや「オーティス・レディング」
  - 高井研一郎「クラシックコーヒー珍談奇談物語」
  - ジョージ秋山「ジョルジュ・ムスタキ」
  - 石森章太郎「ウエス・モンゴメリー」
  - 花村えい子「バーブラ・ストライザンド」
  - 高井研一郎「クラシック行進曲ストーリー」
  - 石森章太郎「リー・オスカー」
  - 高井研一郎「クラシック動物物語」
  - わたなべまさこ「ポール・マッカートニー」
  - 石森章太郎「アート・ペッパー」
  - バロン吉元「ジョン・トラボルタ」
  - 花村えい子「カーリー・サイモン」
  - 高井研一郎「クラシック落語全集」
  - 石森章太郎「マヘリアジャクソン」
  - 影丸譲也「ウディ・ガスリー」
  - 貝塚ひろし「クリード・テーラー＆フレンズ」
  - 花村えい子「オリビア・ニュートン・ジョン」
  - わたなべまさこ「ジャック・ブレル」
  - 石森章太郎「メシアン」
  - 貝塚ひろし「ニレジハージ」
  - 花村えい子「ビリー・ジョエル」
  - バロン吉元「ドナ・サマー」
  - 花村えい子「ミルバ」
  - 石森章太郎「グレン・グールド」
  - 高井研一郎「クラシック神童物語」
  - 影丸譲也「サリナ・ジョーンズ」
  - 政岡としや「エルトン・ジョン」
  - 花村えい子「エルビス・コステロ」
  - 長谷川法世「ハンク・ウィリアムス」
  - 松本零士「セルジュ・チェリビダッケ」
  - 石森章太郎「ダニー・ハザウェイ」
  - 高井研一郎「オットー・ベルングラー」
  - 貝塚ひろし「ウラジミール・ホロビッツ」
  - 高井研一郎「ジャズ新作落語全集」

など。。。
- タケカワユキヒデのMORエッセイ（1981年21号〜1983年13号） - タケカワユキヒデの、音楽やゴダイゴ活動時エピソードなどに関するエッセイ。

## 関連図書
- 松永良平（監修）：「音楽マンガガイドブック － 音楽マンガを聴き尽くせ」、DU BOOKS、ディスクユニオン、ISBN 978-4-925064-90-3(2014年4月6日)、頁54－57。※ FMレコパル・ライブコミックス、レコパル・ロマンコミックスの解説と掲載作品リストがある。